# Kevin Holt
Kevin Holt (* 25. Januar 1993 in Dumfries) ist ein schottischer Fußballspieler.

## Karriere
Kevin Holt begann seine Karriere in seiner Geburtsstadt Dumfries bei Queen of the South. Während Holt in der U-19-Mannschaft des Vereins spielte, debütierte er im September 2011 in der Profimannschaft. Sein Debütspiel absolvierte er für den damaligen Zweitligisten in der Partie gegen Greenock Morton, als er für Kevin Smith eingewechselt wurde. Im weiteren Saisonverlauf stand er im November 2011 erstmals in der Startelf der Doonhamers gegen Partick Thistle. Trotz des Abstiegs am Ende der Saison blieb Holt seinem Jugendverein erhalten. Als Drittligameister folgte eine Saison später der direkte Wiederaufstieg und der Gewinn des Challenge Cup. Holt konnte sich in dieser Zeit in der dritten Liga eine Stammposition erkämpfen, die er auch in der höherklassigen Spielklasse behielt. Er erreichte in den Spielzeiten 2013/14 und 2014/15 mit den Queens jeweils die Aufstieg-Play-offs zu der Scottish Premiership, die knapp gegen den FC Falkirk und die Glasgow Rangers verloren wurden. In der Sommerpause 2015 wechselte Holt zum Erstligisten FC Dundee. Nach drei Jahren in Dundee wechselte er im Jahr 2018 nach Zypern zum Paphos FC. Eine Saison Später kehrte er zurück nach Schottland zu seinem Heimatverein Queen of the South. Im Jahr darauf wechselte er erneut nach Zypern, als er bei Ermis Aradippou unterschrieb.

## Erfolge
mit Queen of the South:
- Schottischer Drittligameister: 2013
- Scottish League Challenge Cup: 2013

mit Dundee United:
- Schottischer Zweitligameister: 2024